# سن

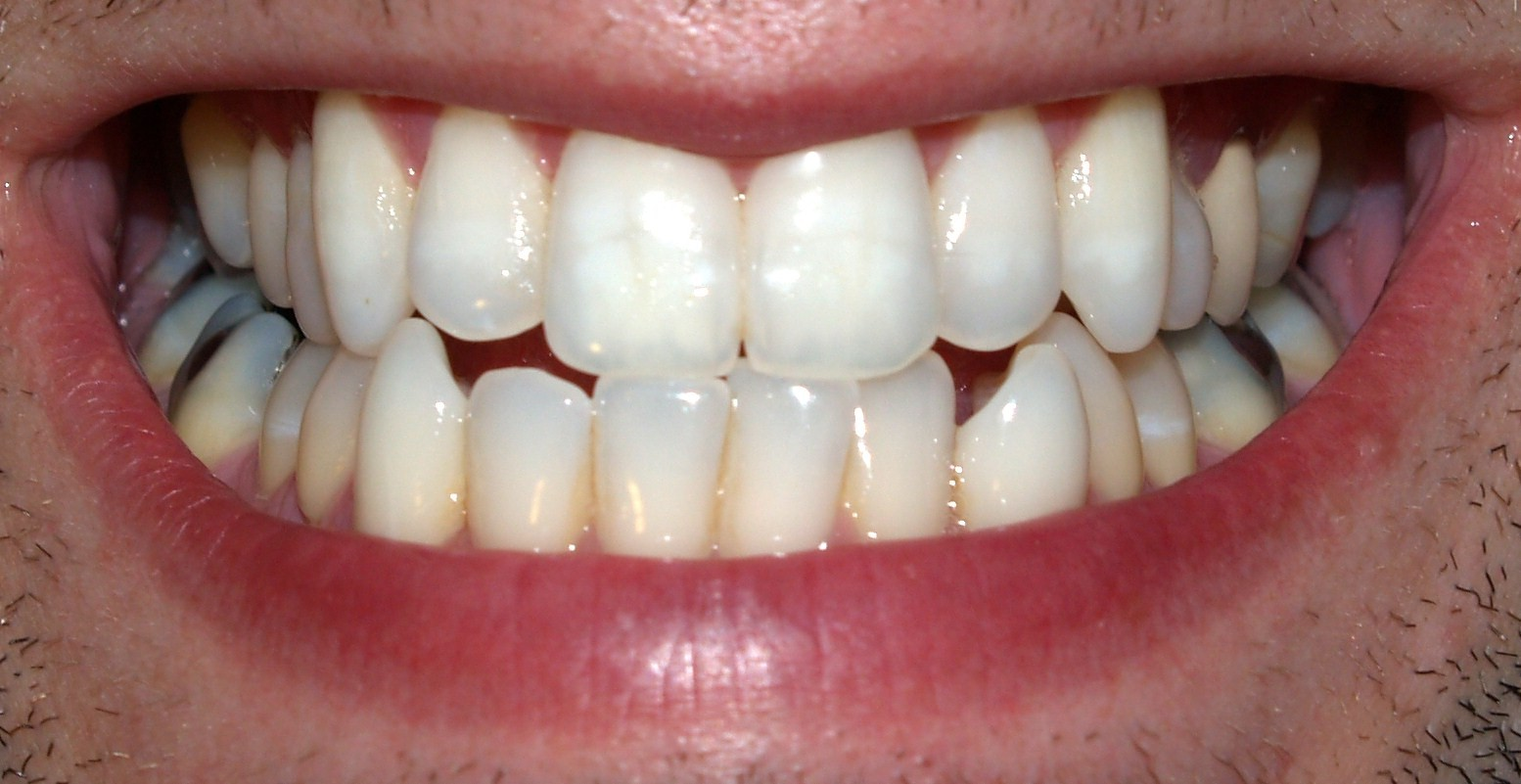
أسنان طبيعية

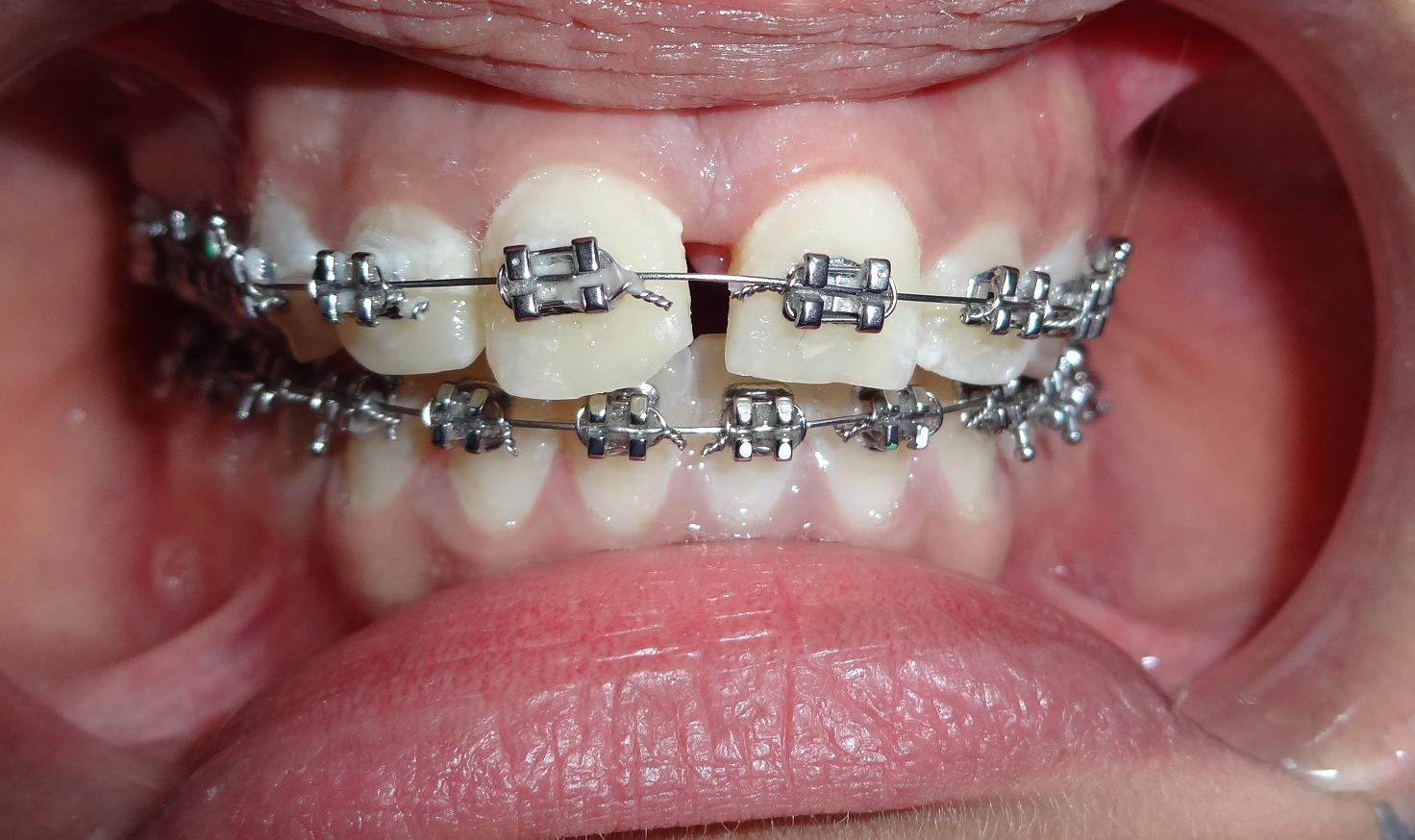
جهاز تقويم أسنان ثابت

الأسنان ومفردها سن، هي تركيب صلب شبه عظمي يحتوي على جذور مغمورة في جيوب داخل الفكين في جنس الفقاريات، يتكون السن من تجويف يدعى لب السن (يحتوي على الأعصاب والأوعية الدموية) ومحاط بالعاج المغلف بالميناء عند التاج (الجزء البارز من السن) وبالملاط السني (في الجذر).

## التسنين
التسنين هي إحدى خصائص الكائنات الحية، تتعلق بتشكيل وترتيب وعدد الأسنان داخل الفم ضمن عمر معين.
وتقسم الحيوانات حسب أشكال أسنانها إلى:
- الحيوانات وحيدة الأسنان (Homodent): تشمل هذه الفئة كل حيوان لديه نوع واحد من الأسنان المتطابقة في الشكل، وهذه الفئة تتضمن بالخصوص الحيوانات الفقارية غير الثديية.
- الحيوانات متعددة الأسنان (Heterodent): وتشمل كل حيوان لديه أسنان مختلفة بالشكل.

وتقسم حسب عدد مرات استبدالها للأسنان إلى:
- الحيوانات أحادية التسنين (Monophydont): وهي الحيوانات التي تبقى أسنانها مدى الحياة دون تبديل.
- الحيوانات ثنائية التسنين (Diphydont): وهي التي تستبدل أسنانها الأولية بالأسنان الدائمة.
- الحيوانات متعددة التسنين (Polyphodont): وتشمل الحيوانات التي تفقد وتستبدل أسنانها طوال فترة حياتها.

يعتبر الإنسان من الكائنات متعددة الأسنان (مختلف الأشكال) وثنائي التسنين.

## وظائف الأسنان
1. قطع وسحق الطعام.
2. تساعد على النطق (وبالأخص الأسنان الأمامية).
3. تعطي منظرا جميلاً للإنسان.
4. تستعمل للدفاع عن النفس (عند الحيوانات).[6]

## مكونات السن

مقطع لضرس إنسان

- يتكون السن من جزء بارز يدعى بالتاج وجزء مغمور داخل عظم الفك يدعى بالجذر.
- تسمى الطبقة الخارجية لتيجان الأسنان بالميناء والطبقة الخارجية المغطية للجذور تدعى بالملاط السني (cementum).
- الطبقة الوسطى تسمى بالعاج (dentine).
- أما الطبقة الداخلية: فهي اللب السني (tooth pulp).
- الميناء السنية أصلب مادة في جسم الإنسان، إذ تشكل المركبات المعدنية حوالي 96% من تركيبها والباقي هو عبارة عن بعض المواد العضوية والماء ويعتبر هيدروكسي الاباتيت (Hydroxylapatite) المكون الأساسي للميناء السنية وله الصيغة الكيميائية: (Ca5(PO4)3(OH.
- يشكل العاج كتلة السن الأساسية، ويمتاز العاج بلونه البني المصفر، وهو حساس، بمعنى أن انكشافه على الوسط الفموي قد يسبب أعراضاً مؤلمة تتفاوت في شدتها حسب طبيعة المنبة وشدته.
- اللب السني، أو الشبكة الوعائية: يوجد اللب السني داخل ما يسمى بالحجرة اللبية (pulp chamber) وتدخل الأوعية الدموية والألياف العصبية من فتحة ذروة الجذر (apical foramen) وتصل إلى هذه الحجرة عبر أقنية جذور الأسنان وتسمى بالأقنية الجذرية (root canals).
- يُسمّى خط التقاء الميناء مع الملاط السني بخط الالتقاء الملاطي المينائي (cementoenamel junction).
- توجد على أطراف الحجرة اللبية خلايا تسمى الخلايا المولدة للعاج (odontoblasts)، هذه الخلايا تمتلك استطالات خلوية تدعى قنوات (tubules) توصل الإحساس بالحرارة وبالبرودة وغيرها من المثيرات الحسية إلى النهايات العصبية، تمتد القنوات المذكورة قرب خط الالتقاء المينائي العاجي (Amelo-dentino junction).
- يشكل الملاط السني غلافاً حول جذر السن يربط السن بالعظم السنخي المحيط به، إذ تغمد فيه ألياف ضامة تدعى بألياف شاربي قادمة من العظم المحيط. يسند للرباط حول السني مهمة ربط السن بالعظم المحيط ارتباطاً مرنا يمكنه من تخميد الجهود الإطباقية الناجمة عن الفعالية المضغية للسن.[6][7]

## أنواع الأسنان

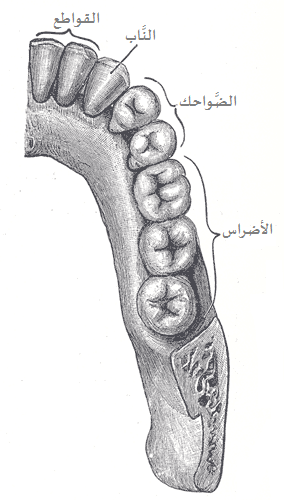
أسنان الفك السفلي وأنواعها من الأمام إلى الخلف: قاطعتان، ناب، ضاحكتان، ثلاثة ضروس (الأخير منها هو ضرس العقل)

تأخذ الأسنان عند الإنسان (كما باقي الثدييات) الأشكال الآتية:
1. القواطع: ثنايا، ورباعية
2. الأنياب
3. الضواحك
4. الأضراس (كما تعرف بالأرحاء أو الطواحن)

## بزوغ الأسنان
- بزوغ الأسنان اللبنية

يبدأ بزوغ أول سن لبنية في فم الطفل في حدود الشهر السادس، وقد يترافق بزوغها مع شيء من الألم لدى الطفل، غالباً ما تكون القاطعتان المركزيتان السفليتان هما أول سنين بازغتين، تتوالى مجموعات الأسنان اللبنية بالبزوع حتى تكتمل في الفم في حوالي العامين والنصف، ويمتلك الطفل ما مجموعه عشرون سناً لبنية بحيث يحتوي كل فك على عشرة أسنان هي أربعة قواطع، ونابان، وأربعة طواحن.
تمتاز الأسنان اللبنية بغياب مجموعة الضواحك، إذ يمكن القول بأنه لا توجد إلا ضواحك دائمة وهي التي سوف تحل مكان الطواحن اللبنية. أما الطواحن الدائمة فتبزغ خلف الطواحن اللبنية بعد توفر المكان نتيجة النمو الفكي في الاتجاه السهمي.
تبدأ أول سن دائمة بالبزوغ وهي الرحى الأولى الدائمة السفلية في عمر الست سنوات، وقد لا تنتبه العائلة لبزوغ هذه السن الدائمة خصوصاً أنها قد تسبق بدء تساقط الأسنان اللبنية.
- بزوغ الأسنان الدائمية

تبدأ أول سن دائمة بالبزوغ في عمر السادسة، وتبزغ كل الأسنان الدائمة حتى عمر الثانية عشرة ما عدا الارحاء الثالثة (أضراس العقل) والتي تتأخر حتى سن الثامنة عشرة. وقد لا تبزغ أبداً لدى البعض إما لقصور في نمو وحركة البرعم السني أو لغيابه أصلاً. يمتلك الفرد البالغ 32 سناً ويحتوي كل نصف فك على:
1. قاطعتين - ثنية ورباعية.
2. ناب.
3. ضاحكتان.
4. ثلاثة أضراس.

و يجمعها بيت الشعر التالي:

## أعداد الأسنان (الصيغة السنية)
تختلف عدد الأسنان بين الكائنات المختلفة. تمتلك الثدييات على نفس النوع من الأسنان (قواطع، أنياب، ضواحك وطواحن).وللتعبير عن أعداد هذه الأسنان تم اقتراح صيغ لوصفها وهذه الصيغ هي:
- صيغة ICPM/ICPM: حيث تشير (للقواطع I=incisors) و(للأنياب C=canines) و(للضواحك P=premolars) و(للطواحن M=molars). فالصيغة السنية للأسنان الدائمية للإنسان هي:

{\displaystyle (I^{2}-C^{1}-P^{2}-M^{3})/(I_{2}-C_{1}-P_{2}-M_{3})x2=32}
وتضاف الحرف d للدلالة على الأسنان اللبنية
{\displaystyle (di^{2}-dc^{1}-dp^{2})/(di_{2}-dc_{1}-dp_{2})x2=20}
- الصيغة الرقمية: في هذه الصيغة تذكر أعداد الأسنان فقط مفصولة بنقطة حيث يشير الرقم الأول على اليسار إلى القواطع ثم الأنياب ثم الضواحك ثم الطواحن. فتكون الصيغة السنية للأسنان الدائمية للإنسان {\displaystyle {\frac {2.1.2.3}{2.1.2.3}}} وللأسنان اللبنية {\displaystyle {\frac {di2.dc1.dm2}{di2.dc1.dm2}}} وهذه الصيغة هي الأسهل والأكثر شيوعا.[8]

إن عدد الأسنان على يمين فك الثدييات تساوي دائماً عدد الأسنان على اليسار ولكن عدد الأسنان في الفك العلوي قد لا تساوي عدد الأسنان في الفك السفلي.

## سن العقل

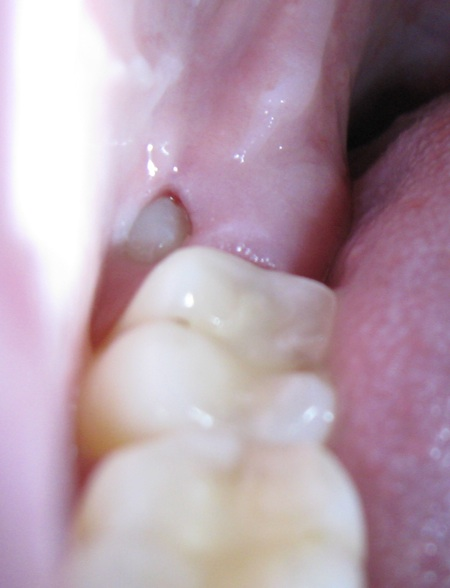
ضرس العقل يبرز من الخارج اللثة في الجزء الخلفي من الأسنان السفلية

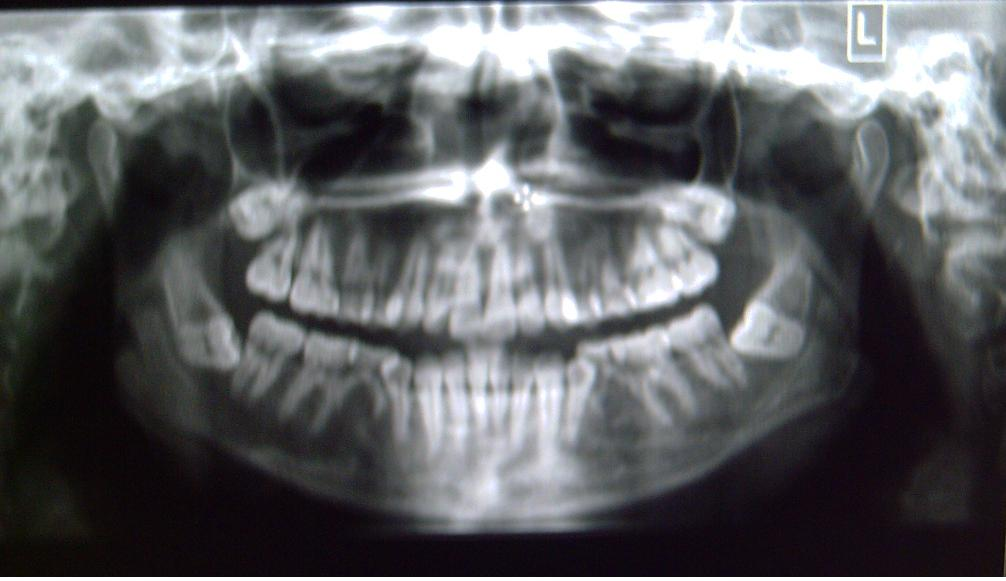
أشعة بانورامية تظهر أربعة أسنان عقل مطمورة

ضرس العقل هو الضرس الثالث الدائم الذي يبزغ في سن متأخرة ويتزامن بزوغه مع فترة بلوغ الإنسان سن الرشد، ولذلك سمي بضرس العقل وفي الحقيقة انه ليس له أي علاقة بالعقل أو الرشد غير العلاقة الآنفة الذكر. وهو في عصرنا الحاضر أكثر الأسنان عرضة للانطمار وعدم البزوغ، وأحياناً لا يتكون أصلاً. وهذا الذي دعى كثيرا من الناس لاعتباره ضرسا زائدا ليس له وظيفة. ويمكن تفسير ذلك بنظرية التكيف البيئي، ففي العصور القديمة كان الناس يأكلون أصناف جامدة وغير مطبوخة والتي كانت تؤدي إلى تآكل الأسنان نتيجة لاحتكاكها القوي ببعضها البعض. هذا بالإضافة إلى كبر الفكين في ذلك العصر مما يسمح بتكون ضروس العقل وبزوغها سليمة بلا متاعب. وقد تغير ذلك اليوم بتغير طرق ونوعية الأكل إلى طرق أكثر رقة وأكل أكثر ليونة مما قلل من تآكل الأسنان وصغر المسافة المخصصة لبزوغ ضرس العقل مما يتسبب في انطماره. ولا ننسى أن نشير إلى العامل الوراثي أيضاً والذي نتج بسبب التزاوج بين الأعراق المختلفة في عصرنا الحاضر، مما أدى إلى تزايد تشوهات الأسنان والفكين ومن ضمنها تزاحم الأسنان وخاصة ضروس العقل.
تختلف المشاكل باختلاف وضع ضرس العقل. فعندما يكون في وضعه الطبيعي قد يصعب الوصول إليه لتنظيفه مما يؤدي إلى تراكم الجير والكلس وهما المسببان الرئيسيان للتسوس والتهاب اللثة المحيطة. وأحياناً أخرى يكون بزوغه غير كامل مما يجعله مغطى باللثة جزئياً. وأهم المشاكل المصاحبة في هذه الحالة التهاب اللثة المغطية للضرس وتكون جيب لثوي قد يمتلئ بالجير وبقايا الطعام، التي يصعب إزالتها مما يؤدي إلى مزيد من الالتهاب ويعرض الضرس إلى التسوس. كما أن الأطباق قد يتسبب في التهاب اللثة المغطية للضرس أثناء المضغ، مسبباً التهاب بكتيريا مؤلماً جداً يسمى بالتهاب حول التاج (Pericornoitis). وفي الحالات المتقدمة قد يتسبب مثل ذلك الالتهاب إلى خراج لثوي وأحيانا إلى عدم القدرة على فتح الفم. مما يدخل المريض في دوامة الألم المستمر. وفي الكثير من الأحيان تكون ضروس العقل منطمرة ومدفونة تماماً داخل عظم الفك، أو ببساطة يفشل بزوغها. وقد يؤدي ذلك إلى الضغط على بقية الأسنان أو تكون كيس مرضي (Cyst). والضرس المطمور يأخذ أشكالاً مختلفة تتراوح بين الوضع الأفقي والمائل في اتجاهات مختلفة مما يكون سببا في عدم بزوغه أحياناً.
وأهم مايجب أن نشير إليه ما أشارت إليه بعض الدراسات الأميركية إلى أن ضرس العقل قد يكون بؤرة التهابات بكتيرية قد تنتقل إلى مناطق بعيدة في الرقبة والرأس مما قد يسبب مضاعفات خطيرة.

## الأسنان المريضة

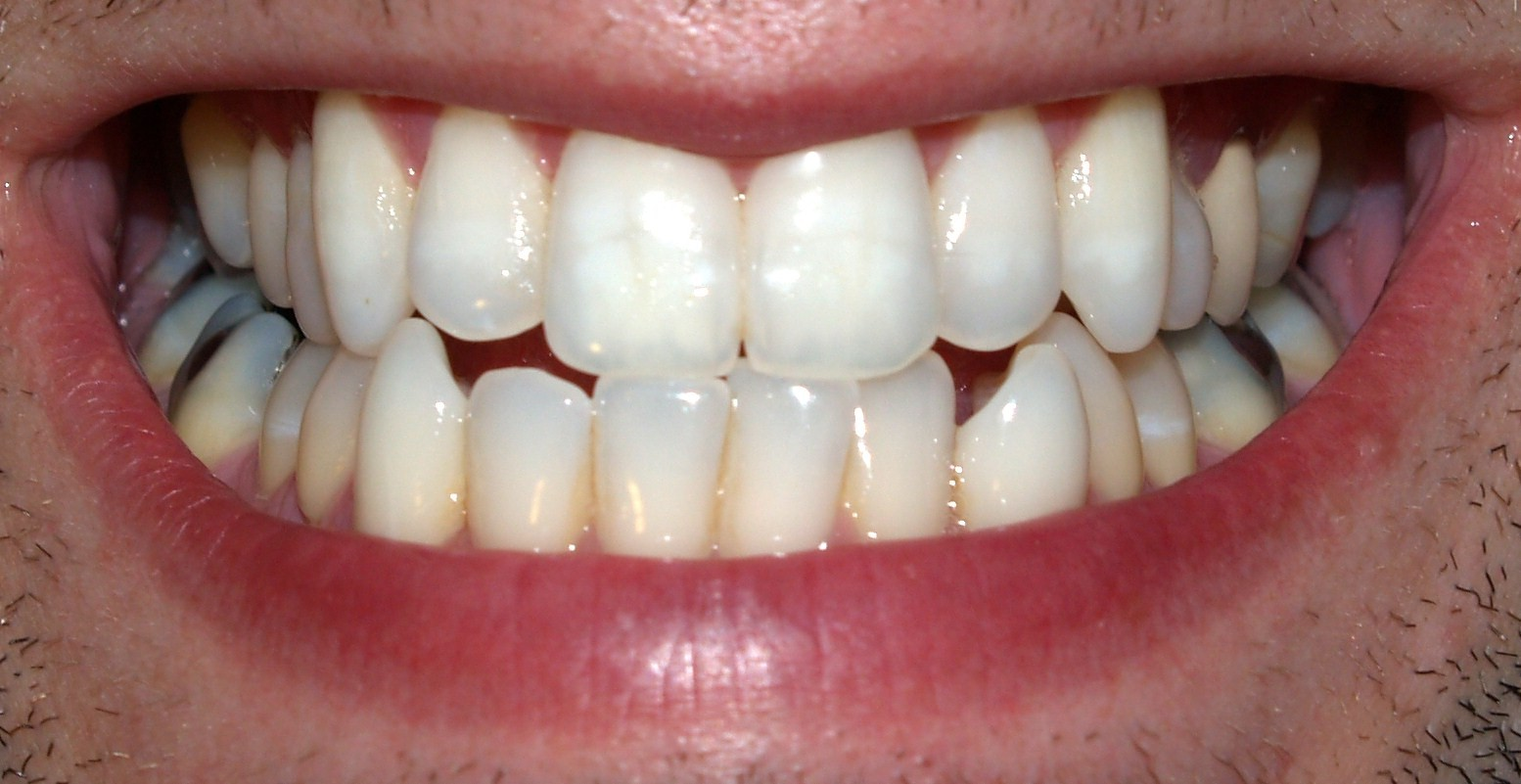
أسنان بحاجة إلى تقويم.

أمراض الأسنان عديدة، أهمها: تسوس الأسنان، كسر الأسنان.
عندما تمرض أسنان الإنسان عادة ما تتم مداواتها، وإذا كان هذا غير ممكن يتم قلعها وتعويضها بأسنان صناعية.